# Ruta Juan Rulfo
“La obra de Juan Rulfo es imaginación y recuerdos traídos de su infancia en los pueblos del Sur de Jalisco. Transmitió de forma realista el ambiente rural de sus novelas y sobrepasó el estilo costumbrista que realzaba las bellezas del campo; en la obra de Rulfo destacan la pobreza, el hambre, el miedo, la aridez de la tierra, la violencia y la muerte.”
La ruta de Juan Rulfo, es una ruta turística que es guiada por el estado de Colima y Jalisco, principalmente en las localidades de Comala, San Gabriel, Tuxcacuesco y Sayula. "Los que participen en el recorrido se darán cuenta de cómo se combina la riqueza histórica, patrimonial y natural de esa zona que tiene como eje integrador la vida y obra del hombre al que le bastaron una novela y un libro de cuentos para ocupar un lugar de privilegio dentro de las letras hispanoamericanas. La idea de este proyecto es exhibir los pasos del autor mediante una ruta que integra calles, plazas, casas, escuelas, templos y edificios. También  consta de admirar la majestuosidad de los cerros, volcanes y otros paisajes que fueron contexto recurrente para Juan Rulfo en obras como “Pedro Páramo” y “El Llano en Llamas”.

## Inversión
Entre las acciones prioritarias para cada municipio se contempló que Tuxcacuesco tuviera una inversión de tres millones 89 mil 776 pesos para construcción, remodelación, rehabilitación y equipamiento del Complejo Cultural Juan Rulfo. En el caso de San Gabriel, el monto destinado fue de cuatro millones 600 mil pesos para la construcción y equipamiento del mirador "Vine a Comala" en el predio La Sauceda, y que el municipio de Sayula con cuatro millones 600 mil pesos se encargara de la construcción del Centro Cultural "El Páramo".

## Localidades

### San Gabriel
La ruta de Juan Rulfo en San Gabriel "toca lugares como la casa de Juan Rulfo en el famoso domicilio de Hidalgo #8, en San Gabriel, y el lugar específico donde, según algunas versiones, nació el escritor en el pueblo de Apulco, además de sitios mencionados en la obra rulfiana como el puente donde se ocultó el padre Rentería, la casa de Eduviges Dyada y el camino a Jiquilpan".
Otros lugares de interés en San Gabriel son:
- La Sangre de Cristo (La muerte de Susana San Juan)
- Puente nuevo (Es que somos muy pobres)
- Santuario – Colegio Josefinas (La escuela de Juan)
- Plaza de Armas (De Apango han bajado los indios[7]
- La Loma, dicen que Rulfo hacía volar papalotes .[8]

Estos sitios, junto con el clima y el ambiente general de la región, ayudan a acercarse de una forma más profunda y detallada a la obra de Juan Rulfo.

### Sayula
Aquí se encuentra en la casa donde el escritor vivió los primeros años y poco más. La gente del pueblo no se siente muy identificada con el escritor ya que siempre negó sus raíces aunque, en el libro “Antecedentes y datos biográficos de Juan Rulfo” se rememora que no fue sino hasta una entrevista con la también escritora Elena Poniatowska que Rulfo reconoció en aquel pueblo el lugar de su nacimiento.
Frente a la plaza principal se encuentra la casa de la cultura de la municipalidad la cual lleva el nombre del escritor.  Una de las paredes del pasillo de entrada muestra el acta de nacimiento y la fe de bautismo del escritor. Otra parada de la ruta Rulfiana es la casa donde la familia solía asistir por temporadas cuando el escritor era pequeño.

### Tuxcacuesco
Pese a las palabras de la hermana de Juan Rulfo, referentes al lugar de nacimiento de su hermano, sigue existiendo una discusión sobre la tierra que vio nacer al escritor mexicano. Uno de los pueblos que está en la discusión es Tuxcacuesco. "En Tuxcacuesco encontramos el pueblo donde nació Rulfo, quien describe en toda su obra las características de este lugar: silencioso, pero muy atractivo"
Se dice que originalmente el pueblo de Comala en Pedro Páramo se iba a llamar Tuxcacuesco. Es por esto que la descripción del Comala ficticio parece la descripción de Tuxcacuesco, “Un comal Ardiente”.
Algunos de los personajes de sus cuentos, que aparecen en su libro “El Llano en Llamas”, son gente de esos pueblos del sur. La muerte de su papá le inspiró el cuento “Diles que no me Maten”, confesó su hermana Eva,
Sobre la ruta Rulfiana, el convento de monjes es un lugar que se debe visitar ya que este se encuentra en lo que fue la cada de la familia García Rulfo, en la cual nació Juan Rulfo.

### Comala
En este pueblo es donde se desarrolla la historia de Pedro Páramo. Dejando a un lado el nombre, la descripción que realiza Juan Rulfo del lugar no tiene nada que ver con la realidad del pueblo. Se rumora que aunque tienen el mismo nombre, el pueblo en el que se inspiró Rulfo para escribir su novela no fue Comala.
En este pueblo existe una estatua de Juan Rulfo con un libro de Pedro Páramo y El llano en llamas

## Interpretaciones

### Pedro Páramo
“Pedro Páramo es el caso representativo del hacendado mediano que existía en Jalisco, un hacendado que está sobre sus tierras y las trabaja”
Ha habido cierta controversia en cuanto a la determinación del lugar donde la historia de Pedro Páramo se desarrolla:
- Según Ferrer Chivite, la descripción del terreno en el que se encuentra Comala hace referencia a la capital de México, la Ciudad de México.[19]
- Por otro lado, se dice que el nombre original que le había dado el autor era Tuxcacuesco y decidió cambiarlo para mantener la universalidad del cuento.
- Rulfo ha dicho: " . . .el país es como Comala pero más grande."[20]
- “sitúa su Comala tan vagamente para crear ese lugar mítico que es y no es San Gabriel porque a la vez representa el estado de Jalisco como todo México.”[15]